# NGC 2810
NGC 2810 ist eine elliptische Galaxie vom Hubble-Typ E0 im Sternbild Großer Bär auf der Nordsternhimmel. Sie ist schätzungsweise 165 Millionen Lichtjahre von der Milchstraße entfernt und hat einen Durchmesser von etwa 80.000 Lj.
Das Objekt wurde am 3. Dezember 1788 von dem deutsch-britischen Astronomen Wilhelm Herschel entdeckt.